# Величка Белиева
Величка Белиева е българска скулпторка.

## Биография
Нейно дело са статуите „Баскетболистка“ и „Женска фигура с обръч“ от асамбъла, разположен пред Националния стадион „Васил Левски“ в София. Изработва бюст – паметника на „Д-р Николай Пирогов“, който се намира във вътрешния двор на едноименната многопрофилна болница в София. Участва в изпълнението на тематичната композиция „Отечествена война“, която е част от Паметника на Съветската армия.